# Nederlandse kampioenschappen schaatsen afstanden 2011 - 5000 meter mannen
De 5000 meter mannen op de Nederlandse kampioenschappen schaatsen afstanden 2011 werd gehouden op vrijdag 5 november 2010. Er waren vijf plaatsen te verdelen voor de wereldbeker schaatsen 2010/2011. Titelhouder Sven Kramer, die de titel pakte tijdens de Nederlandse kampioenschappen schaatsen afstanden 2010, ontbrak op dit kampioenschap. Bob de Jong bezat, bij afwezigheid van Kramer, als enige schaatser een beschermde status.

## Statistieken

### Uitslag
| #      | Schaatser           | Tijd    |
| ------ | ------------------- | ------- |
| Goud   | Bob de Vries        | 6.22,29 |
| Zilver | Wouter Olde Heuvel  | 6.22,74 |
| Brons  | Jorrit Bergsma      | 6.23,77 |
| 4      | Robert Bovenhuis    | 6.24,57 |
| 5      | Arjen van der Kieft | 6.26,05 |
| 6      | Renz Rotteveel      | 6.26,09 |
| 7      | Koen Verweij        | 6.28,36 |
| 8      | Jan Blokhuijsen     | 6.29,49 |
| 9      | Ted-Jan Bloemen     | 6.30,17 |
| 10     | Willem Hut          | 6.31,87 |
| 11     | Rob Hadders         | 6.33,46 |
| 12     | Kurt Wubben         | 6.33,94 |
| 13     | Mark Ooijevaar      | 6.34,55 |
| 14     | Tim Roelofsen       | 6.35,97 |
| 15     | Jaap Smit           | 6.37,15 |
| 16     | Jouke Hoogeveen     | 6.39,57 |
| 17     | Joost Juffermans    | 6.40,74 |
| 18     | Boris Kusmirak      | 6.41,88 |
| 19     | Rob Busser          | 6.44,35 |
| –      | Bob de Jong         | DQ      |

### Loting
| Rit | Binnenbaan         | Buitenbaan          |
| --- | ------------------ | ------------------- |
| 1   | Joost Juffermans   | Rob Busser          |
| 2   | Kurt Wubben        | Jaap Smit           |
| 3   | Willem Hut         | Rob Hadders         |
| 4   | Jouke Hoogeveen    | Boris Kusmirak      |
| 5   | Mark Ooijevaar     | Tim Roelofsen       |
| 6   | Jorrit Bergsma     | Robert Bovenhuis    |
| 7   | Renz Rotteveel     | Bob de Vries        |
| 8   | Ted-Jan Bloemen    | Koen Verweij        |
| 9   | Jan Blokhuijsen    | Arjen van der Kieft |
| 10  | Wouter Olde Heuvel | Bob de Jong         |

1987 · 
1988 · 
1989 · 
1990 · 
1991 · 
1992 · 
1993 · 
1994 · 
1995 · 
1996 · 
1997 · 
1998 · 
1999 · 
2000 · 
2001 · 
2002 · 
2003 · 
2004 · 
2005 · 
2006 · 
2007 · 
2008 · 
2009 · 
2010 · 
2011 · 
2012 · 
2013 · 
2014 · 
2015 · 
2016 · 
2017 · 
2018 · 
2019 · 
2020 · 
2021 · 
2022 · 
2023 · 
2024 · 
2025